# Laird Doyle
Laird Doyle (Ashley, 27 agosto 1907 – Glendale, 2 novembre 1936) è stato uno sceneggiatore statunitense.

## Filmografia parziale

### Cinema
- Jimmy il gentiluomo (Jimmy the Gent), regia di Michael Curtiz (1934)
- Sing and Like It, regia di William A. Seiter (1934)
- Educande d'America (Finishing School), regia di George Nichols Jr. e Wanda Tuchock (1934)
- The Key, regia di Michael Curtiz (1934)
- Hearts Divided, regia di Frank Borzage (1936)
- Three Men on a Horse, regia di Mervyn LeRoy (1936)
- Strangers on Honeymoon, regia di Albert de Courville (1936)
- Caino e Adele (Cain and Mabel), regia di Lloyd Bacon (1936)
- Aurora sul deserto (Another Dawn), regia di William Dieterle (1937)
- Il prigioniero di Fort Ross (Northwest Outpost), regia di Allan Dwan (1947)